# Loreto (Baja California Sur)
Loreto é uma cidade mexicana, sede do município do mesmo nome, localizada no estado da Baja California Sur. Está a duzentas e vinte milhas de La Paz, capital do estado.
Loreto foi fundada 1697 pelos missionários jesuítas e é considerada a capital histórica de todas as Californias.